# Paweł Januszewski
Paweł Januszewski (Polonia, 2 de enero de 1972) es un atleta polaco retirado especializado en la prueba de 400 m vallas, en la que ha conseguido ser medallista de bronce europeo en 2002.

## Carrera deportiva
En el Campeonato Europeo de Atletismo de 2002 ganó la medalla de bronce en los 400 m vallas, corriéndolos en un tiempo de 48.46 segundos, llegando a meta tras el francés Stéphane Diagana y el checo Jiří Mužík (plata con 48.43 segundos).